# Lorenzo Pasciuti
Lorenzo Pasciuti (Carrara, 24 settembre 1989) è un calciatore italiano, centrocampista del San Marco Avenza.
È il primo giocatore nella storia del calcio italiano ad aver realizzato almeno un gol con la stessa maglia (quella del Carpi) dalla Serie D (all'epoca la lega pro era suddivisa in serie C1 e serie C2, per cui il primato resta unico ed ineguagliabile), alla Serie A.
Primato in seguito raggiunto da Alessandro Lucarelli con la maglia del Parma,  Mario Santana con la maglia del Palermo, Andrea Luci con la maglia del Livorno e Alessandro Gabrielloni con la maglia del Como.
È il primo giocatore nella storia del calcio italiano ad aver realizzato almeno un gol in 6 delle 9 competizioni del calcio italiano

## Caratteristiche tecniche
Calciatore polivalente. Viene impiegato prevalentemente in un centrocampo a 4 o a 5 sulla fascia destra, ma ha giocato anche a sinistra (soprattutto nella prima parte della sua carriera) e in mezzo al campo, anche come regista. Ha sporadicamente ricoperto il ruolo di ala in un 4-3-3 e di terzino. È in grado di interpretare entrambe le fasi, difensiva e offensiva, ma è in quest'ultima che eccelle, essendo bravissimo nello scegliere i tempi di inserimento. Ha buoni piedi e ottima visione di gioco.

## Carriera
Seguendo le orme della madre calciatrice, debutta giovanissimo fra i professionisti con la Massese nella Serie C1 2006-2007. Nella stagione seguente scende in Serie D nelle file della Biellese, con la quale gioca 24 incontri. Nell'estate 2009 passa al Pisa, appena ripartito dai dilettanti, e scende in campo in 9 partite del girone di andata.

### Carpi
Nel dicembre 2009 viene acquistato dal Carpi e con il passare del tempo diventa un giocatore sempre più importante per il club emiliano, contribuendo alla quadrupla promozione dalla Serie D alla Serie A. Il 24 settembre 2013 ha fatto il suo debutto in Serie B, in un pareggio casalingo per 0-0 contro il Brescia. Il 1º febbraio 2014 trova il suo primo gol nella serie cadetta contro il Padova, e si ripete pochi mesi più tardi andando a segno nella vittoria esterna contro il Palermo. L'11 novembre 2014, durante la splendida stagione 2014-2015 (che vede il Carpi sempre in testa), rinnova con i biancorossi fino al giugno 2018. Il 1º aprile 2015 segna la rete del momentaneo 1-0 al Bologna nella vittoria interna dei biancorossi per 3-0. Alla fine della stagione stessa, il Carpi ottiene la sua prima storica promozione in Serie A.
L'8 novembre 2015 debutta in Serie A nel derby perso al Mapei Stadium per 1-0 contro il Sassuolo. Il 9 gennaio 2016 segna il suo primo gol in Serie A nella gara vinta per 2-1 contro l'Udinese, diventando il primo calciatore nella storia del calcio italiano a segnare nelle 5 principali categorie calcistiche italiane dalla Serie D fino alla Serie A con la stessa maglia, battendo così il precedente primato di Raffaele Rubino, che con la maglia del Novara aveva segnato dalla Serie C2 alla Serie A. Pasciuti trova il secondo gol in campionato nella vittoria per 4-1 contro il Genoa. A fine stagione i biancorossi retrocedono in Serie B da terzultimi, a -1 dal Palermo (38 punti contro 39).
Il 27 agosto 2016, nella vittoria per 2-0 al Menti contro il Vicenza (prima giornata della Serie B 2016-2017), Pasciuti raggiunge la presenza numero 200 con la maglia del Carpi. Il 17 dicembre, nella trasferta vinta all'Arechi contro la Salernitana per 2-1, Pasciuti si infortuna al ginocchio destro dopo 8 minuti e resta fermo per tre mesi, tornando in campo all'ultima giornata di ritorno vinta al Cabassi per 2-0 contro il Novara. Il Carpi arriva alla finale playoff, ma manca la promozione in Serie A contro il Benevento: 0-0 al Cabassi all'andata, che lo vede entrare in campo al 68' per Fabio Concas, e sconfitta al Vigorito per 1-0, in cui non viene schierato.
Insieme all'anno della storica promozione in Serie A, la stagione 2017-2018 è quella che, nella sua carriera, lo vede impegnato in più partite (32 in campionato e 2 in Coppa Italia). Segna anche un gol al 5' della sfida casalinga vinta per 2-1 contro il Parma, che sarà secondo a fine stagione.
Nella stagione 2018-2019 Pasciuti disputa 22 partite e segna 2 gol nel pareggio casalingo per 1-1 contro il Cosenza e nella vittoria al Cabassi per 3-2 contro la Salernitana. Il Carpi però conclude il campionato all'ultimo posto e retrocede in Serie C. In scadenza di contratto il 30 giugno 2019, Pasciuti non rinnova e si svincola dal club biancorosso dopo dieci stagioni consecutive.
Il 13 luglio seguente viene tesserato dalla Carrarese, club della sua città natale. Dopo 3 stagioni e mezzo con i toscani, il 15 dicembre 2022 si svincola dal club.

### Record
È l'unico giocatore nella storia del calcio italiano ad avere realizzato almeno un gol con la stessa maglia (quella del Carpi) nelle prime cinque categorie del calcio italiano: dalla Serie D alla Serie A, compresi i vecchi campionati di C2 e C1. Considerata la fusione di questi ultimi nel campionato unico di Lega Pro, il record di Pasciuti resterà ineguagliabile. A seguito di questo risultato raggiunto, il 19 febbraio 2016 ha ricevuto l'encomio al merito sportivo da parte del sindaco di Carpi Alberto Bellelli.
Ogni volta che ha segnato (23 gol totali), il Carpi non ha mai perso e ha pareggiato soltanto due volte (in un 2-2 allo Stadio Mazza contro la Spal nella stagione 2011-2012 e nell'1-1 casalingo contro il Cosenza del 6 ottobre 2018).
Il 2 aprile 2018, dopo la partita pareggiata per 0-0 al Cabassi contro il Venezia, Pasciuti è diventato il quinto giocatore con più presenze nella storia del Carpi. Il 6 aprile 2019, nella vittoria per 2-1 contro il Padova (dove gioca da capitano per l'assenza di Poli), arriva a 270 presenze e supera Giancarlo Magnani, diventando il quarto giocatore più presente del club emiliano. Dopo la stagione di Serie B 2018-2019, l'ultima con la maglia biancorossa, Pasciuti ha raccolto in totale 274 presenze e si è confermato come quarto giocatore più presente del Carpi, restando a -1 da Simone Teocoli, terzo con 275.

## Statistiche

### Presenze e reti nei club
Statistiche aggiornate al 19 aprile 2023.
| Stagione         | Squadra          | Campionato       | Campionato | Campionato | Coppe nazionali | Coppe nazionali | Coppe nazionali | Coppe continentali | Coppe continentali | Coppe continentali | Altre coppe | Altre coppe | Altre coppe | Totale | Totale |
| Stagione         | Squadra          | Comp             | Pres       | Reti       | Comp            | Pres            | Reti            | Comp               | Pres               | Reti               | Comp        | Pres        | Reti        | Pres   | Reti   |
| ---------------- | ---------------- | ---------------- | ---------- | ---------- | --------------- | --------------- | --------------- | ------------------ | ------------------ | ------------------ | ----------- | ----------- | ----------- | ------ | ------ |
| 2006-2007        | Massese          | C1               | 1          | 0          | CI-C            | 0               | 0               | -                  | -                  | -                  | -           | -           | -           | 1      | 0      |
| 2008-2009        | Biellese         | D                | 24         | 0          | CI-D            | 0               | 0               | -                  | -                  | -                  | -           | -           | -           | 24     | 0      |
| 2009-gen. 2010   | Pisa             | D                | 9          | 0          | CI-D            | 0               | 0               | -                  | -                  | -                  | -           | -           | -           | 9      | 0      |
| gen.-giu. 2010   | Carpi            | D                | 12+4       | 1+2        | CI+CI-LP        | 0+0             | 0               | -                  | -                  | -                  | -           | -           | -           | 16     | 3      |
| 2010-2011        | Carpi            | 2D               | 28         | 4          | CI+CI-LP        | 1+6             | 0+1             | -                  | -                  | -                  | SL-2D       | 1           | 0           | 36     | 5      |
| 2011-2012        | Carpi            | 1D               | 24+4       | 3+0        | CI+CI-LP        | 0+4             | 0               | -                  | -                  | -                  | -           | -           | -           | 32     | 3      |
| 2012-2013        | Carpi            | 1D               | 22+4       | 2+0        | CI+CI-LP        | 3+0             | 0               | -                  | -                  | -                  | -           | -           | -           | 29     | 2      |
| 2013-2014        | Carpi            | B                | 26         | 2          | CI              | 1               | 0               | -                  | -                  | -                  | -           | -           | -           | 27     | 2      |
| 2014-2015        | Carpi            | B                | 34         | 3          | CI              | 0               | 0               | -                  | -                  | -                  | -           | -           | -           | 34     | 3      |
| 2015-2016        | Carpi            | A                | 21         | 2          | CI              | 2               | 0               | -                  | -                  | -                  | -           | -           | -           | 23     | 2      |
| 2016-2017        | Carpi            | B                | 18+1       | 0          | CI              | 2               | 0               | -                  | -                  | -                  | -           | -           | -           | 21     | 0      |
| 2017-2018        | Carpi            | B                | 32         | 1          | CI              | 2               | 0               | -                  | -                  | -                  | -           | -           | -           | 34     | 1      |
| 2018-2019        | Carpi            | B                | 22         | 2          | CI              | 0               | 0               | -                  | -                  | -                  | -           | -           | -           | 22     | 2      |
| Totale Carpi     | Totale Carpi     | Totale Carpi     | 239+13     | 20+2       |                 | 21              | 1               |                    | -                  | -                  |             | 1           | 0           | 274    | 23     |
| 2019-2020        | Carrarese        | C                | 20+2       | 2          | CI-C            | 2               | 0               | -                  | -                  | -                  | -           | -           | -           | 24     | 2      |
| 2020-2021        | Carrarese        | C                | 27         | 1          | CI              | 2               | 0               | -                  | -                  | -                  | -           | -           | -           | 29     | 1      |
| 2021-2022        | Carrarese        | C                | 25+1       | 1+1        | CI-C            | 1               | 0               | -                  | -                  | -                  | -           | -           | -           | 27     | 2      |
| lug.-dic. 2022   | Carrarese        | C                | 1          | 0          | CI-C            | 1               | 0               | -                  | -                  | -                  | -           | -           | -           | 2      | 0      |
| Totale Carrarese | Totale Carrarese | Totale Carrarese | 73+3       | 4+1        |                 | 6               | 0               |                    | -                  | -                  |             | -           | -           | 82     | 5      |
| gen.-giu. 2023   | Grosseto         | D                | 15         | 0          | CI-D            | 0               | 0               | -                  | -                  | -                  | -           | -           | -           | 15     | 0      |
| Totale carriera  | Totale carriera  | Totale carriera  | 361+16     | 26+1       |                 | 27              | 1               |                    | -                  | -                  |             | 1           | 0           | 405    | 28     |

## Palmarès
- Serie D: 1

Biellese: 2008-2009
- Lega Pro Seconda Divisione: 1

Carpi: 2010-2011
- Campionato italiano di Serie B: 1

Carpi: 2014-2015